# Proaphelinoides australis
Proaphelinoides australis är en stekelart som beskrevs av Girault 1922. Proaphelinoides australis ingår i släktet Proaphelinoides och familjen växtlussteklar. Inga underarter finns listade i Catalogue of Life.